# Мухамед Халили
Мухамед Невзат Халили (на албански: Muhamed Nevzat Halili; на македонска литературна норма: Мухамед Халили) е политик от Северна Македония от албански произход.

## Биография
Роден е на 21 февруари 1951 година в тетовското село Джепчище. Завършва Филологическия факултет на Скопския университет. След това преподава френски в тетовското училище „Кирил Пейчинович“. Наказван е с предупреждение при опита си да настоява за по-големи политически права на албанците в Социалистическа република Македония.
Народен представител е в първото народно събрание на Република Македония. Министър е без ресор в правителството от 1994 до 1996 година. На 16 май 1996 година става посланик в Дания.